# Mamaja
Mamaja (rum. Mamaia) – najstarsza i największa miejscowość wypoczynkowa w Rumunii, położona nad Morzem Czarnym, kilka kilometrów na północ od Konstancy. Usytuowana jest na długim (8 km), ale wąskim (300 m) pasie ziemi, który od stałego lądu oddzielony jest jeziorem Siutghiol.

## Opis
O atrakcyjności Mamai zadecydowała długa na 5 km i szeroka do 100 m plaża z bardzo drobnym, niemal pylastym piaskiem. Już w 1906 założono tu kąpielisko, jednak przed II wojną światową Mamaja była cały czas rybacką wioską. Kurort zaczął się rozwijać od lat 50. XX w., ale jeszcze w 1964 miał tylko dwa hotele i 30 domów prywatnych na 1318 miejsc łącznie. W całej rumuńskiej Dobrudży przebywało w tym roku 70,2 tys. zagranicznych turystów.
Dynamiczny rozwój nastąpił w latach następnych: pod koniec lat 70. kurort gościł rocznie nawet 17 tys. turystów. Dominowali wśród nich przybysze z krajów demokracji ludowej, zwłaszcza z Czechosłowacji i NRD.
Obecnie działają tu m.in. poczta, kino, teatr na wolnym powietrzu, lunapark i restauracje oraz kolejka gondolowa, która pozwala na oglądanie kurortu z lotu ptaka.
Najpopularniejszy okres turystyczny trwa w Mamai od połowy maja do końca września, temperatury panujące w tych miesiącach oscylują pomiędzy 25 a 30 stopniami Celsjusza. Turyści mają do dyspozycji wiele hoteli, od średniej do najwyższej klasy. Plaża ciągnie się wzdłuż całej mierzei, a od strony kasyna wchodzi do morza długie, zbudowane przed wojną molo.
27–28 maja 2004 w Mamai odbyło się 11. posiedzenie przywódców państw Europy Środkowej.

## Galeria

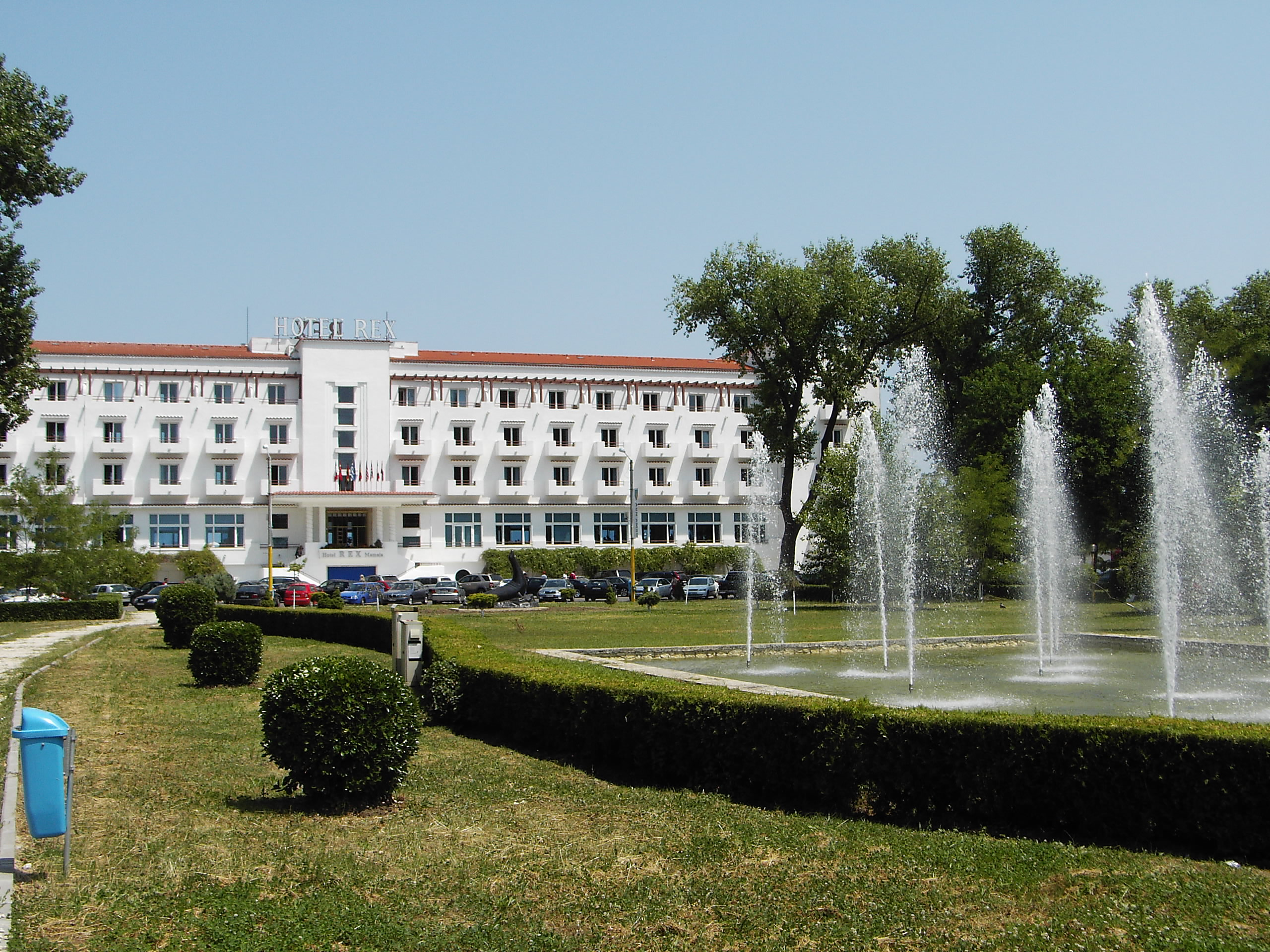
Mamaja – hotel „Rex”
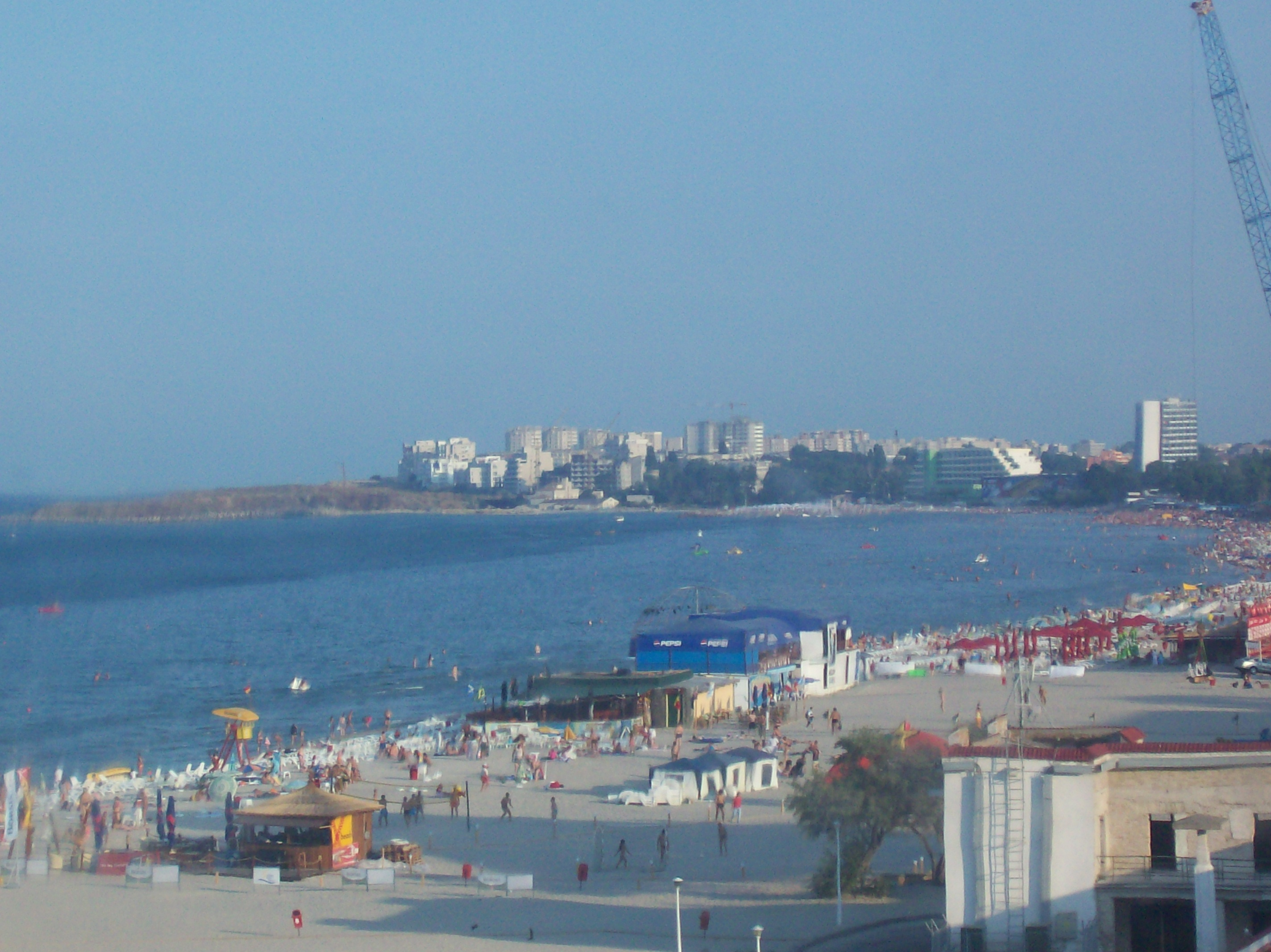
Mamaja – plaża